# Sven Ljungkvist
Sven Edvin Ljungkvist, född 10 augusti 1880 i Fristads församling, Älvsborgs län, död 29 december 1945 i Borås, var en svensk murare och riksdagspolitiker (socialdemokrat).
Ljungkvist var ledamot av drätselkammaren och hälsovårdsnämnden i Borås. Som riksdagspolitiker var han ledamot av Sveriges riksdags andra kammare för socialdemokraterna från 1917, invald i Älvsborgs läns södra valkrets. Han skrev fyra egna motioner om skattefrågor och om statistisk undersökning av motboksinnehavare.